# Haus Planaterra

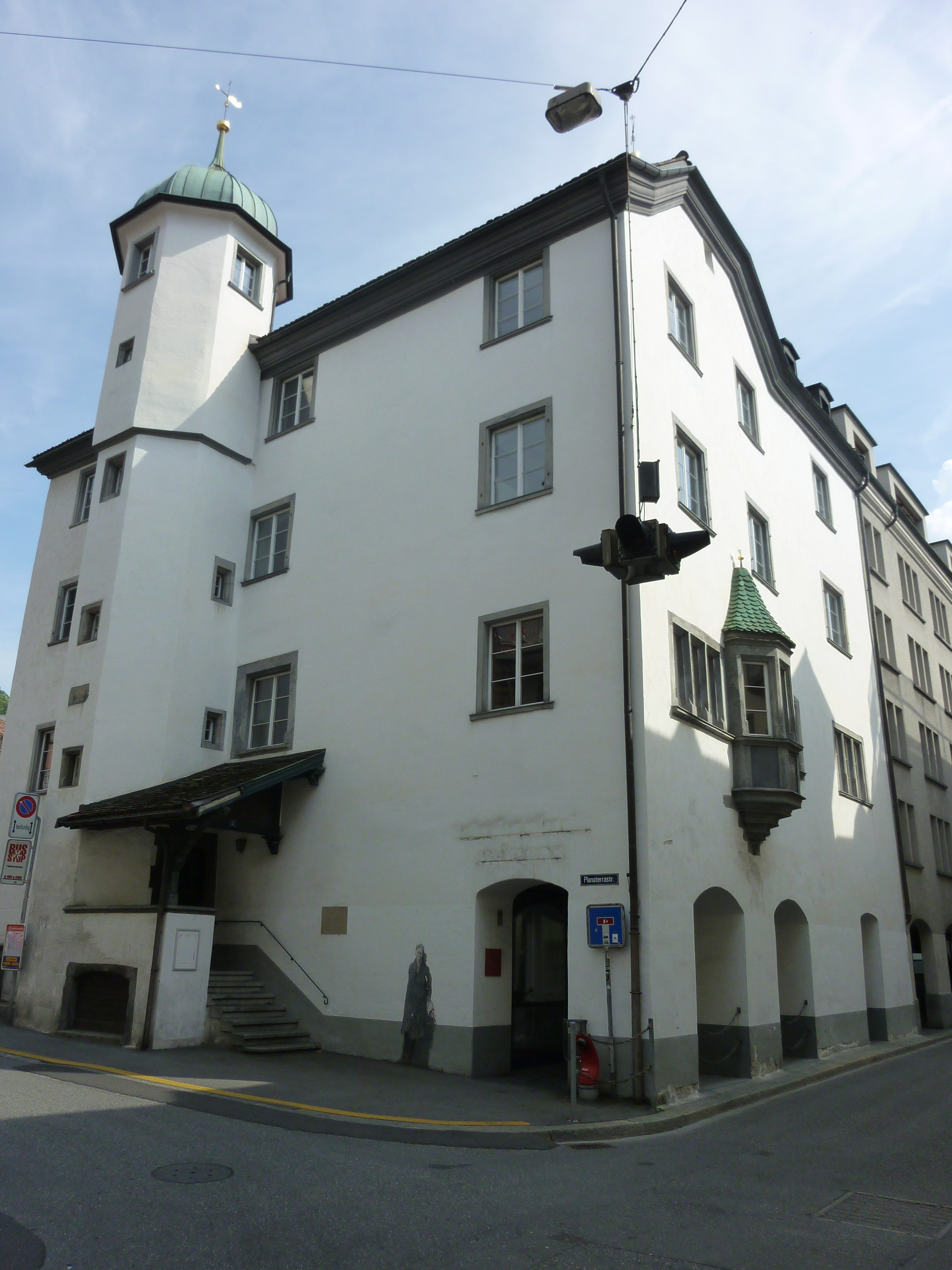
Haus Planaterra Sicht Reichsgasse

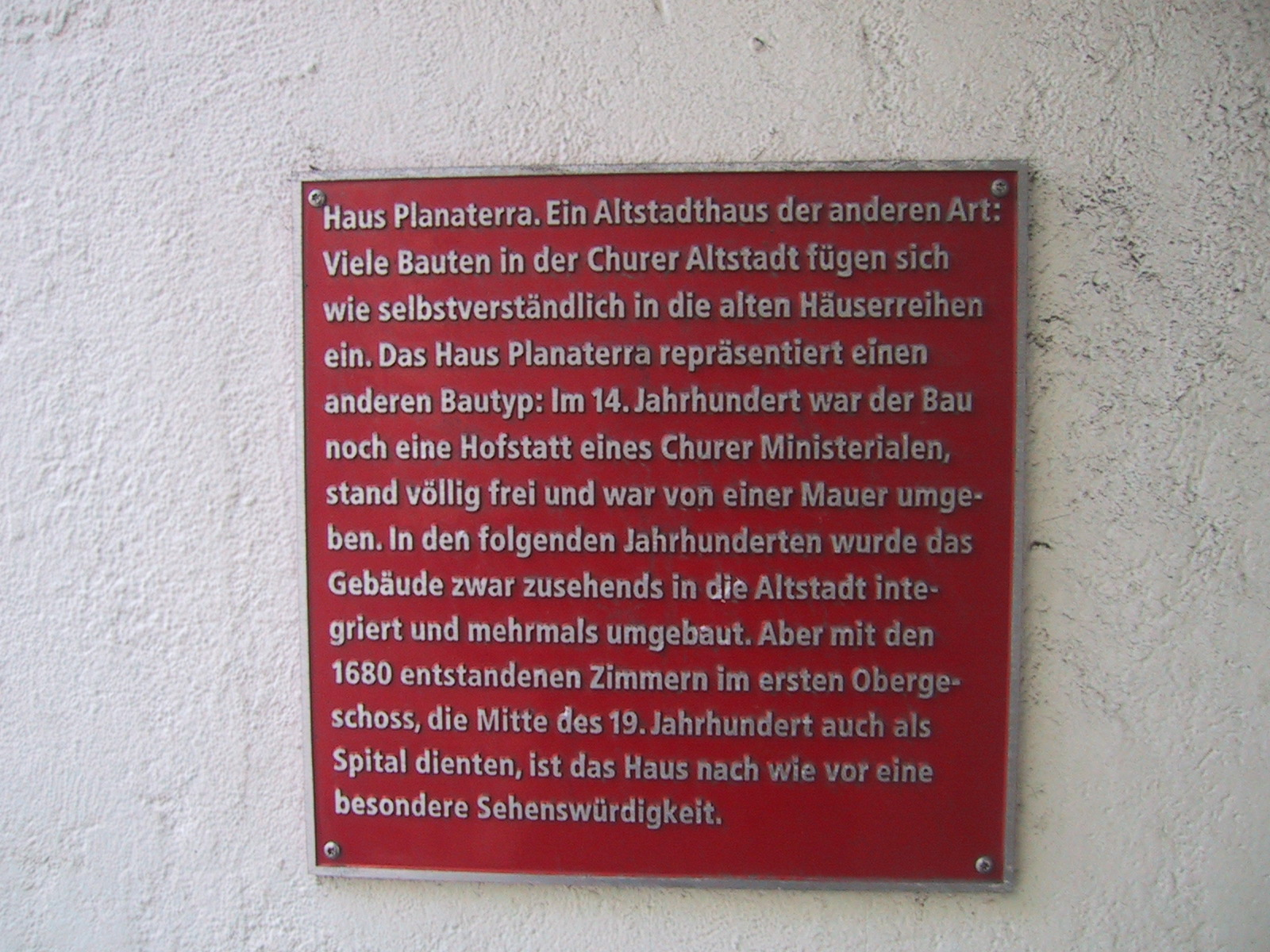
Infotafel am Haus

Das Haus Planaterra ist ein denkmalgeschütztes Gebäude an der Planaterrastrasse/Reichsgasse  in der Altstadt von Chur im schweizerischen  Kanton Graubünden.
Das Haus Planaterra wurde 1533 durch Luzi von Capol erbaut.  An seiner Stelle stand eine Hofstatt im Besitz der Familie von Plantär (Planaterra), einer bedeutenden alten Churer Ministerialenfamilie von Chur. Das Haus stand einst frei, war von einer Mauer umgeben und unterschied sich dadurch stark von den Bürgerhäusern der Stadt.
An der Nordseite steht ein Treppenturm mit polygonaler Haube, an der Westfassade dominiert ein Erker im ersten Obergeschoss. Der Erker ist mit der Jahreszahl «1533» datiert und zeigt neben dem Wappen der Capol ein Steinmetzzeichen. Im ersten Stock ist ein Café mit reich ausgestatteten Zimmern aus dem Jahr 1680 untergebracht.
Der Kapuzinerpater Theodosius Florentini eröffnete um 1850 zusammen mit der Schwester Maria Theresia Scherer von der Kongregation zum Heiligen Kreuz ein kleines Spital in diesem Gebäude. Das Spital wurde 1853 durch das Kreuzspital in Chur ersetzt.
Das Haus wurde mehrfach umgebaut, konnte jedoch seine Bausubstanz weitgehend behalten. An der Fassade des Hauses befindet sich eine Zeichnung des Künstlers Robert Indermaur aus dem Jahr 1983.

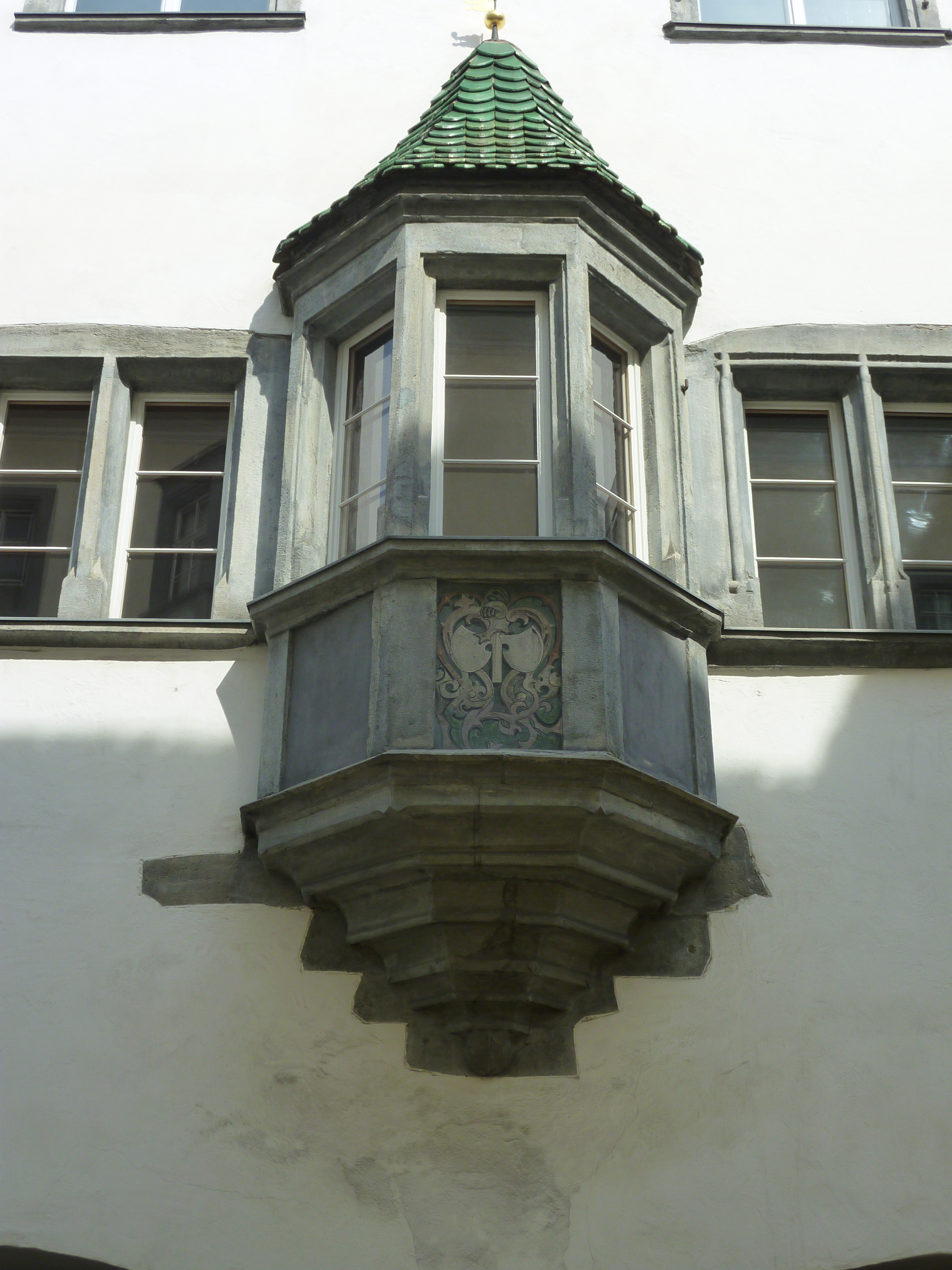
Erker
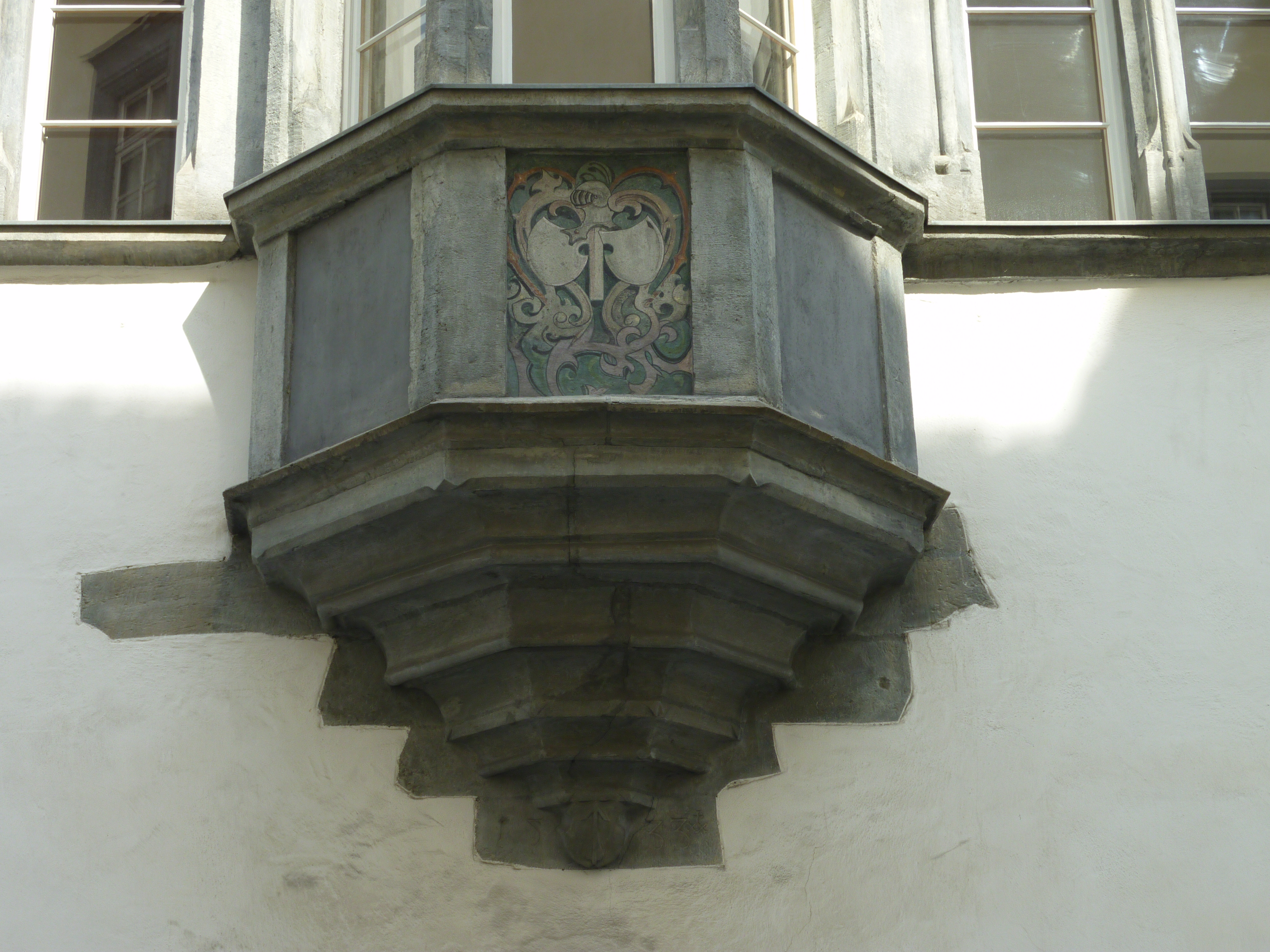
Detail